# Marilyn Maxwell
Marvel Marilyn Maxwell (* 3. August 1921 in Clarinda, Iowa; † 20. März 1972 in Beverly Hills, Kalifornien) war eine US-amerikanische Schauspielerin.

## Leben und Werk
Marilyn Maxwell war die Tochter von Harold Ernest Maxwell und seiner Frau Anne Margaret (geb. Tomlinson). Anne Maxwell, die mit der Tänzerin Ruth St. Denis tourte und sie am Klavier begleitete, wollte ihrer Tochter von Anfang an den Weg ins Showgeschäft ebnen und nannte sie daher Marvel Marilyn. Kurz nach Maxwells Geburt ließen sich ihre Eltern scheiden, sodass sie ebenfalls mit St. Denis reiste und bereits mit drei Jahren einen Auftritt als Tänzerin hatte. Mit 15 besuchte sie die Highschool in Fort Wayne und sang unter dem Namen Marvel Maxwell im lokalen Radio. Schnell wurde sie von verschiedenen Big Bands angeheuert, bis sie schließlich bei Ted Weems landete. Dort trat sie unter anderem zusammen mit dem jungen Perry Como auf. Weems ermunterte sie zu einer Schauspielkarriere und finanzierte ihr eine Ausbildung dazu am Pasadena Playhouse. Nebenbei arbeitete sie fürs Radio. Nach einer Reise zur Truppenbetreuung für die USO erhielt sie einen Vertrag bei MGM. Auf Wunsch von Louis B. Mayer änderte sie ihren bisherigen Bühnennamen Marvel Maxwell in Marilyn Maxwell.
Bereits 1942 hatte sie neben Robert Taylor, Charles Laughton, Brian Donlevy und Walter Brennan ihren ersten Filmauftritt in Stand by for Action. Danach war sie von 1943 bis 1945 in drei Filmen der erfolgreichen Serie Dr. Gillespie als Geliebte von Dr. Gillespies Assistent (Van Johnson) zu sehen. In der Folge hatte sie Auftritte in Filmen vieler Genres, besonders aber in Komödien neben Stars wie Jerry Lewis (Fünf auf einen Streich), Abbott und Costello (Abenteuer im Harem), Red Skelton (The Show-Off) oder Lucille Ball (Mein Engel und ich), vor allem aber Bob Hope (The Lemon Drop Kid, Tu das nicht, Angelika, Eintritt verboten). Mit Hope zusammen sang sie im Film The Lemon Drop Kid die Urfassung des in den USA populäre Weihnachtslied Silver Bells. Ihre eher kleine Rolle in dem Film Summer Holliday wird als der schauspielerische Höhepunkt ihrer Arbeit bei MGM angesehen. Danach erhielt sie größere Rollen in Filmen wie Race Street, Zwischen Frauen und Seilen, Gefangene des Dschungels, Paris Model, Pantherkatze oder Eintritt verboten. Ihr letzter Film war 1970 der Fernsehfilm Wild Women, für den sie noch einmal besonderes Lob vom Hollywood Reporter erhielt. Eine Rolle im Film Latigo musste sie dann aber, möglicherweise aus gesundheitlichen Gründen, an Marie Windsor abgeben.
Neben der Arbeit an Filmen war sie aber auch, insbesondere in den 1940er Jahren im Radio aktiv, insbesondere in der Sendung Kraft Music Hall, in der sie kurzfristig eine Hauptrolle hatte. Zudem tourte sie Ende 1945 mit dem Theaterstück Nellie Bly, doch verließ sie die Truppe auf Veranlassung von MGM. Das Stück wurde kurz danach am Broadway aufgeführt, allerdings nur für 16 Vorstellungen. Ende der 1940er Jahre trat sie auch mit Jack Benny im London Palladium Theater auf. Vor allem war sie aber weiterhin als Truppenunterhalterin aktiv, auch gegen Ende des Zweiten Weltkrieges und später, zumeist zusammen mit Bob Hope, im Koreakrieg.
Als ihr Erfolg Ende der 1950er Jahre etwas nachließ, hatte sie vermehrt auch Fernsehauftritte. Neben Gastauftritten in Serien wie der Red Skelton Show, Rauchende Colts oder 77 Sunset Strip wurde vor allem ihre Rolle in der Serie Bus Stop rezipiert. In der Serie, die wie der Film Bus Stop auf dem gleichnamigen Stück von William Inge basierte, war sie als Grace Sherwood, die im Film von Betty Field dargestellt worden war, zu sehen. Allerdings entwickelte sich ihre ursprünglich als zentral angelegte Hauptrolle immer mehr zu einer Nebenrolle, weshalb sie die zu diesem Zeitpunkt erfolgreiche Serie nach 15 Folgen verließ.
Marilyn Maxwell wurden mehrere Affairen nachgesagt, vor allem mit Bob Hope, Frank Sinatra und später mit ihrem guten Freund Rock Hudson, der damals seine Homosexualität verheimlichen musste. Sie war dreimal verheiratet, von 1944 bis 1946 mit dem Schauspieler John Conte, von 1950 bis 1951 mit Andy McIntyre und von 1954 bis 1960 mit dem Drehbuchautor und Produzenten Jerry Davis; alle drei Ehen wurden geschieden. Aus der Ehe mit Jerry Davis ging ein Sohn hervor. Marilyn Maxwell verstarb unerwartet am 20. März 1972 mit 50 Jahren, zuvor war sie aufgrund von Bluthochdruck und einer Lungenerkrankung in Behandlung gewesen.
Marilyn Maxwell wurde unter anderem von Tina Eilers, Inge Landgut, Edith Schneider und Margot Leonard synchronisiert.

## Filmografie (Auswahl)
- 1942: Stand by for Action
- 1943: Dr. Gillespie’s Criminal Case
- 1943: Du Barry Was a Lady
- 1943: Salute to the Marines
- 1943: Nacht der tausend Sterne (Thousands Cheer)
- 1943: Swing Fever
- 1944: Three Men in White
- 1944: Abenteuer im Harem (Lost in a Harem)
- 1945: Between Two Women
- 1946: The Show-Off
- 1947: High Barbaree
- 1948: Summer Holiday
- 1948: Race Street
- 1949: Zwischen Frauen und Seilen (Champion)
- 1950: Ein charmanter Flegel (Key to the City)
- 1950: Ins Leben entlassen (Outside the Wall)
- 1951: The Lemon Drop Kid
- 1951: Der Todesfelsen von Colorado (New Mexico)
- 1952: Eintritt verboten (Off Limits)
- 1953: Gefangene des Dschungels (East of Sumatra)
- 1953: Paris Model
- 1955: Pantherkatze (New York Confidential)
- 1956: Mein Engel und ich (Forever, Darling)
- 1956–1963: The Red Skelton Show (Fernsehserie, 10 Folgen, 3 Rollen)
- 1958: Der Babysitter (Rock-A-Bye Baby)
- 1960: Rauchende Colts (Gunsmoke, Fernsehserie, Folge 5x37)
- 1960–1961: 77 Sunset Strip (Fernsehserie, 2 Folgen, 2 Rollen)
- 1961–1962: Bus Stop (Fernsehserie, 15 Folgen)
- 1963: Tu das nicht, Angelika (Critic’s Choice)
- 1963–1965: Amos Burke (Burke’s Law, Fernsehserie, 2 Folgen, 2 Rollen)
- 1964: Wagon Train (Fernsehserie, Folge 7x23)
- 1964: Postkutsche nach Thunder Rock (Stage to Thunder Rock)
- 1964: Ein tollkühner Draufgänger (The Lively Set)
- 1965: Geächtet (Branded, Fernsehserie, Folge 1x16)
- 1968: Die Wegelagerer (Arizona Bushwhackers)
- 1969: From Nashville with Music
- 1970: The Phynx
- 1970: Wild Women (Fernsehfilm)
- 1971: O’Hara, U.S. Treasury (Fernsehserie, Folge 1x06)